# Ян Кок (футболіст)
Йохан Адольф Фредерік (Ян) Кок (нід. Johan Adolph Frederik Kok, 9 липня 1889, Сурабая, Голландська Ост-Індія — 2 грудня 1958, Зейст) — нідерландський футболіст, що грав на позиції півзахисника. Бронзовий призер літніх Олімпійських ігор 1908 року.

## Життєпис
Представляв збірну Нідерландів на літніх Олімпійських іграх 1908 року, вигравши бронзову медаль. Учасник матчу за бронзу проти Швеції, який його команда виграла з рахунком 2:0. Голами відзначилися Йопс Реман (6-та хвилина) та Едю Снетхлаге (58-а хвилина). Кок грав у цьому матчі на позиції лівого півзахисника. Цей поєдинок так і залишився єдиним у його кар'єрі в національній збірній.
Також Кок був гравцем клубу «Конінкліке» з Девентера.
У 1910 році виїхав до Голландської Ост-Індії як державний службовець. У 1932 році повернувся до Нідерландів.

## Статистика

### Статистика виступів за збірну
| Дата       | Місто  | Господарі  | Результат | Гості  | Турнір               | Голи | Примітки |
| ---------- | ------ | ---------- | --------- | ------ | -------------------- | ---- | -------- |
| 23-10-1908 | Лондон | Нідерланди | 2 – 0     | Швеція | ОІ 1908 - за 3 місце | -    |          |
| Усього     |        | Матчів     | 1         |        | Голів                | 0    |          |